# Mary Helen Johnston
Mary Helen Johnston (West Palm Beach, 17 de septiembre de 1945) es una científica estadounidense y exastronauta. Trabajó en la NASA en las décadas de 1960 y 1970, en 1983 fue seleccionada como especialista en cargas útiles.  

## Temprana edad y educación
Nació en West Palm Beach, Florida, y creció en Fort Pierce. Cuando era niña, se inspiró en la ingeniería y la exploración espacial con la llegada del Sputnik y el Centro Espacial Kennedy, que se encontraba cerca de su casa.
Se graduó en 1966 con una licenciatura en ingeniería de la Universidad Estatal de Florida (FSU) y una maestría en ciencias en 1969. En 1973 obtuvo un doctorado en ingeniería metalúrgica, de la Universidad de Florida, mientras trabajaba bajo la dirección de David H. Baldwin. Fue la primera mujer en recibir un título de ingeniería de FSU. De su tiempo en la universidad, ella ha comentado: "Fue un tiempo diferente, seguro. Todavía es inusual para mí cuando me encuentro en una reunión con todas las mujeres, porque durante la mayor parte de mi carrera he asistido a reuniones en las que las salas estaban llenas de hombres."

## Carrera en la NASA

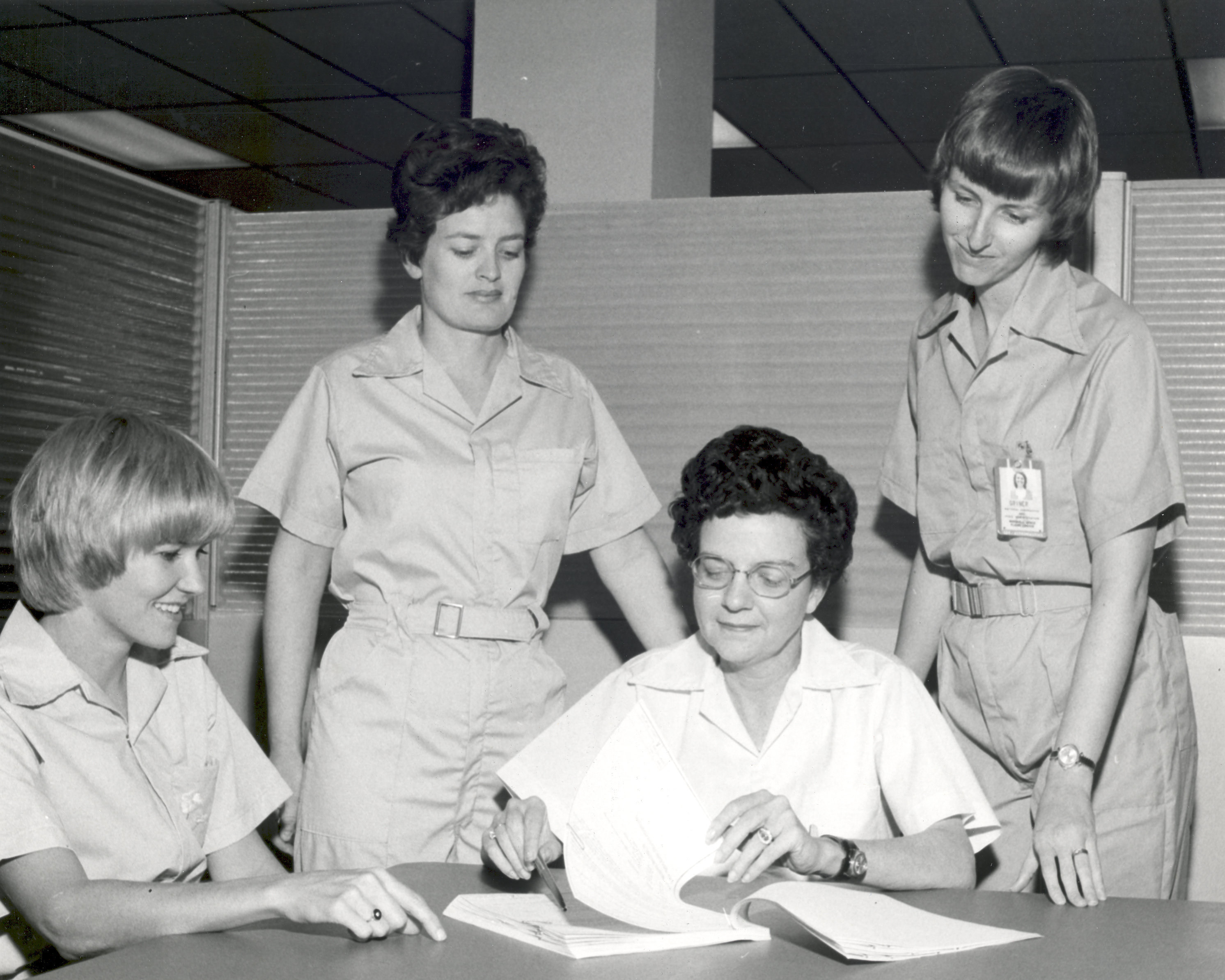
Johnston (izquierda, sentada) y sus colegas al comienzo del ejercicio GPL de cinco días en 1974

Comenzó a trabajar en el Centro Marshall de vuelos espaciales (MSFC) de la NASA durante sus estudios de ingeniería de 1963 a 1968. En 1968, se incorporó allí como metalúrgica.
En 1974, trabajó con Doris Chandler, Carolyn S. Griner y Ann Whitaker en la simulación de una misión espacial en el Laboratorio de Propósito General (GPL) de MSFC. El ejercicio se denominó Prueba de verificación de conceptos (CVT) Prueba n.º 4 y comenzó el 16 de diciembre durante cinco días. El equipo de cuatro mujeres, todas científicas, realizó once experimentos para probar su viabilidad antes de que se llevaran a cabo en el Spacelab del transbordador espacial. Estos experimentos se realizaron en condiciones idénticas a las del transbordador espacial (temperatura, humedad, circulación del aire, etc.) excepto por la ingravidez. Estas pruebas incluyeron algunas en el simulador de flotabilidad neutral, en sí mismo una maqueta de uno que se construirá en Europa para proporcionar entrenamiento a los futuros astronautas. Johnston dirigió tres experimentos científicos y ayudó a sus compañeros científicos a desarrollar técnicas que se utilizarían en Spacelab. En 1976, indicó que "había planeado el trabajo con la esperanza de realizar misiones orbitales en la década de 1980".
En 1976 trabajó en experimentos de MSFC que probaban condiciones similares al espacio con objetos lanzados por cohetes de aplicaciones de procesamiento espacial (SPAR), particularmente relacionados con la "refundición de dendrita y macrosegregación".

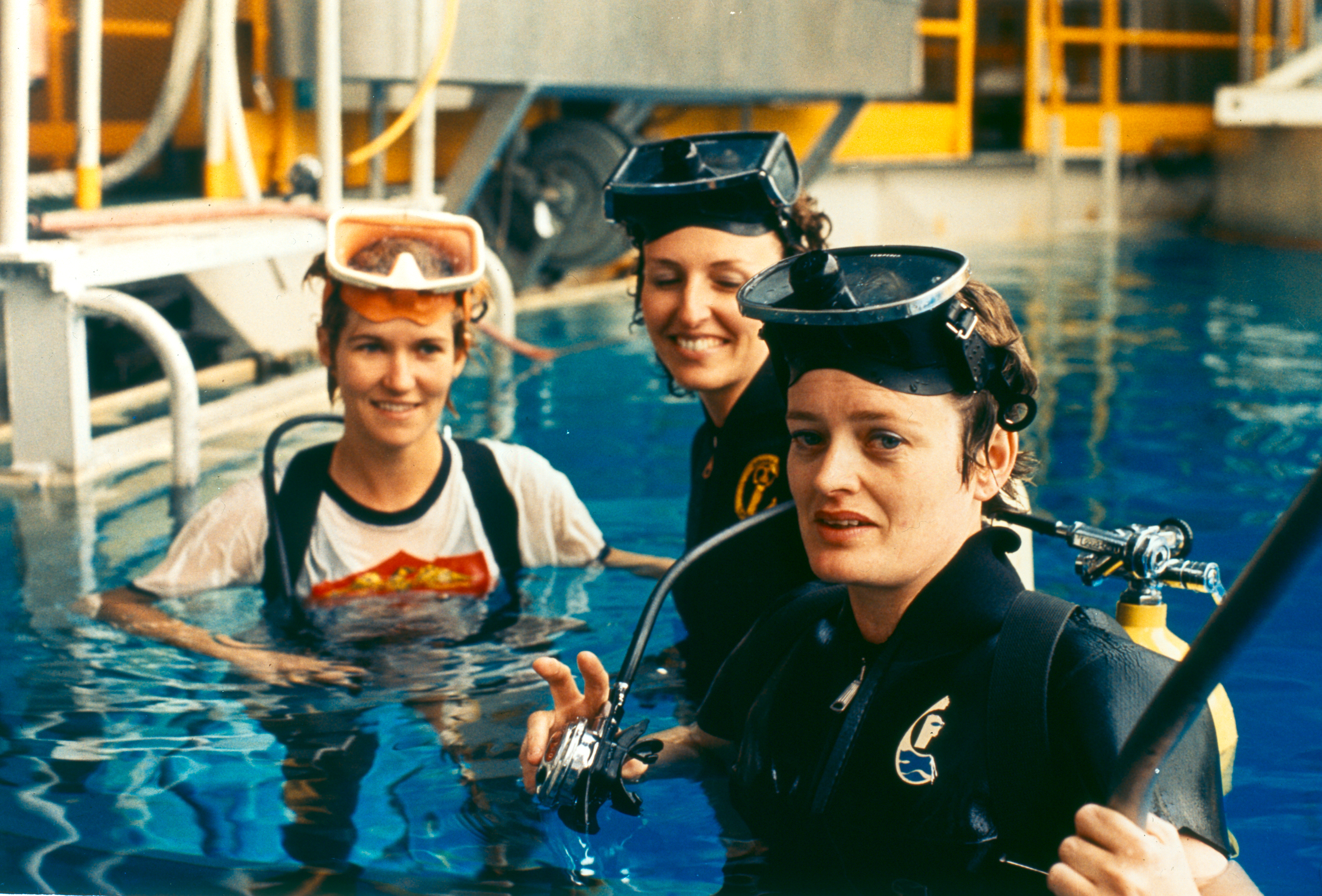
Johnston (izquierda) durante el entrenamiento de astronautas en 1973

Con Whitaker y Griner, Johnston recibió entrenamiento de astronauta. Su entrenamiento incluyó pruebas en la piscina del laboratorio de flotabilidad neutra MSFC y un vuelo en microgravedad a bordo del Boeing KC-135 Stratotanker, además de completar lecciones de vuelo adicionales. En 1980, Johnston solicitó ser astronauta pero no tuvo éxito.
Johnston recibió la Medalla al Logro Científico Excepcional de la NASA en 1982.
El 5 de junio de 1983, fue seleccionada como una de los cuatro especialistas en carga útil para la misión STS-51-B Spacelab (grupo Spacelab-3) como parte de la tripulación de reserva. Para Spacelab, fue seleccionada como científica, específicamente por su conocimiento en ciencia de materiales, uno de los propósitos principales de la misión. Ella y el otro suplente, Eugene Trinh, también brindaron apoyo del Centro Espacial Johnson "como miembros del equipo científico y de gestión de la misión responsable de controlar y dirigir las operaciones experimentales desde el Centro de Control de Operaciones de Carga Útil (POCC)" De su selección, el gerente de la misión Joseph Cremin escribió: "El trabajo que tenemos por delante es difícil y el tiempo es corto, lo que hace que esta asignación sea un desafío significativo que requerirá la máxima dedicación y perseverancia del Dr. Johnston. No tengo ninguna duda de que cumplirá esta misión de manera ejemplar ". 
Terminó su carrera de astronauta el 6 de mayo de 1985.

## Carrera posterior
Dejando la NASA en 1986, Johnston, se convirtió en profesora enseñando en el Instituto Espacial de la Universidad de Tennessee. Un papel posterior llegó en 2003, cuando fue nombrada directora del Centro Nacional de Investigación del Hidrógeno en el Instituto de Tecnología de Florida (FIT).
Está casada con T. Dwayne McCay, quien también es exingeniero de la NASA y presidente y director ejecutivo de FIT.
Como inventora, Johnston posee dos docenas de patentes, muchas de las cuales se aplican a la modificación de superficies con láser. Mientras estaba en la Universidad de Tennessee, uno de los inventos en superficies láser recibió numerosos premios y elogios, incluido el Premio al Logro Técnico del Museo Americano de Ciencia y Energía, el Premio Wheeley de la universidad a la Excelencia en Transferencia de Tecnología y el Premio del Canciller a la Creatividad en Investigación. En 2018 fue nombrada miembro de la Academia Nacional de Inventores.